# Pfarrkirche Fendels

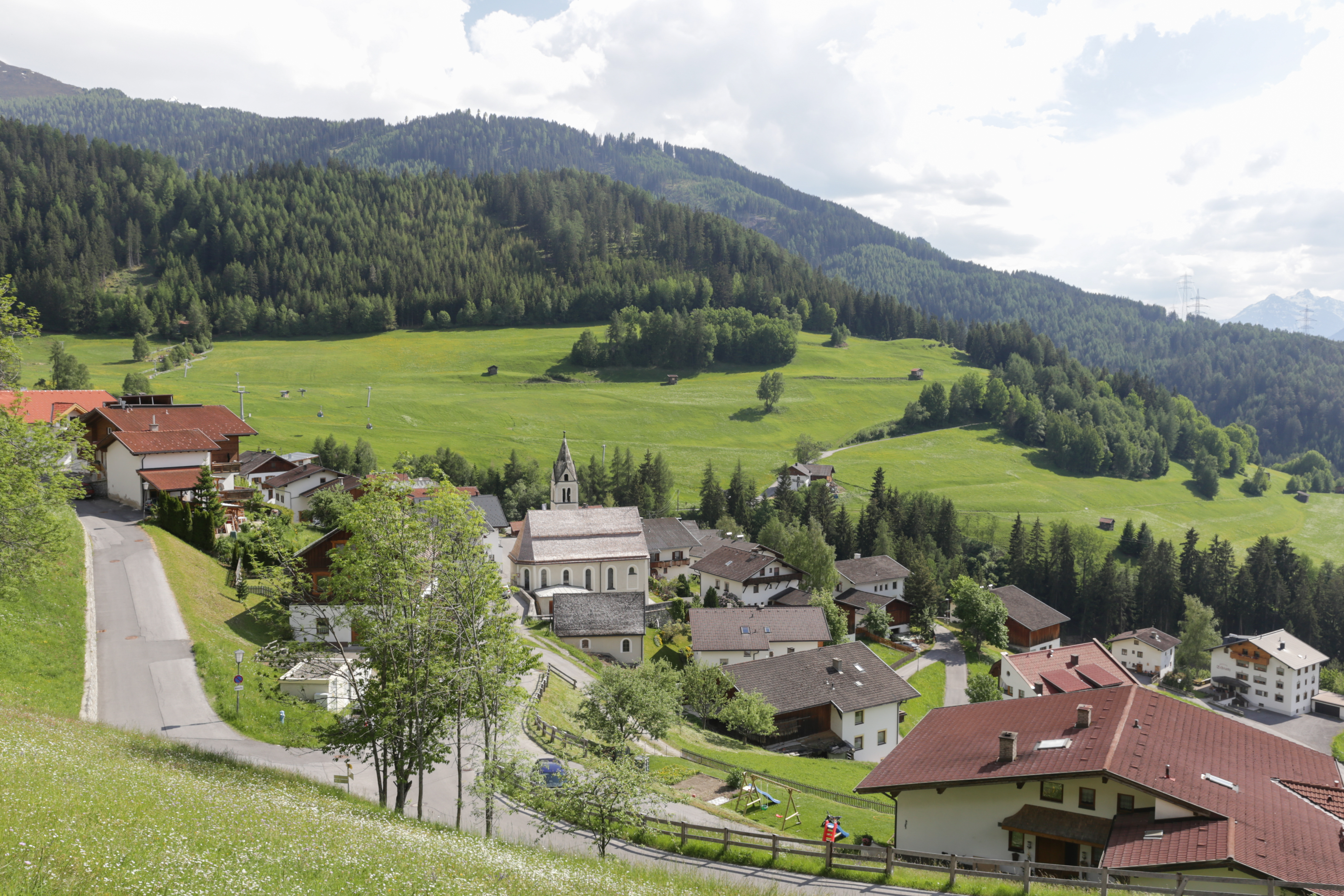
Katholische Pfarrkirche Mariä Himmelfahrt im Dorf in Fendels

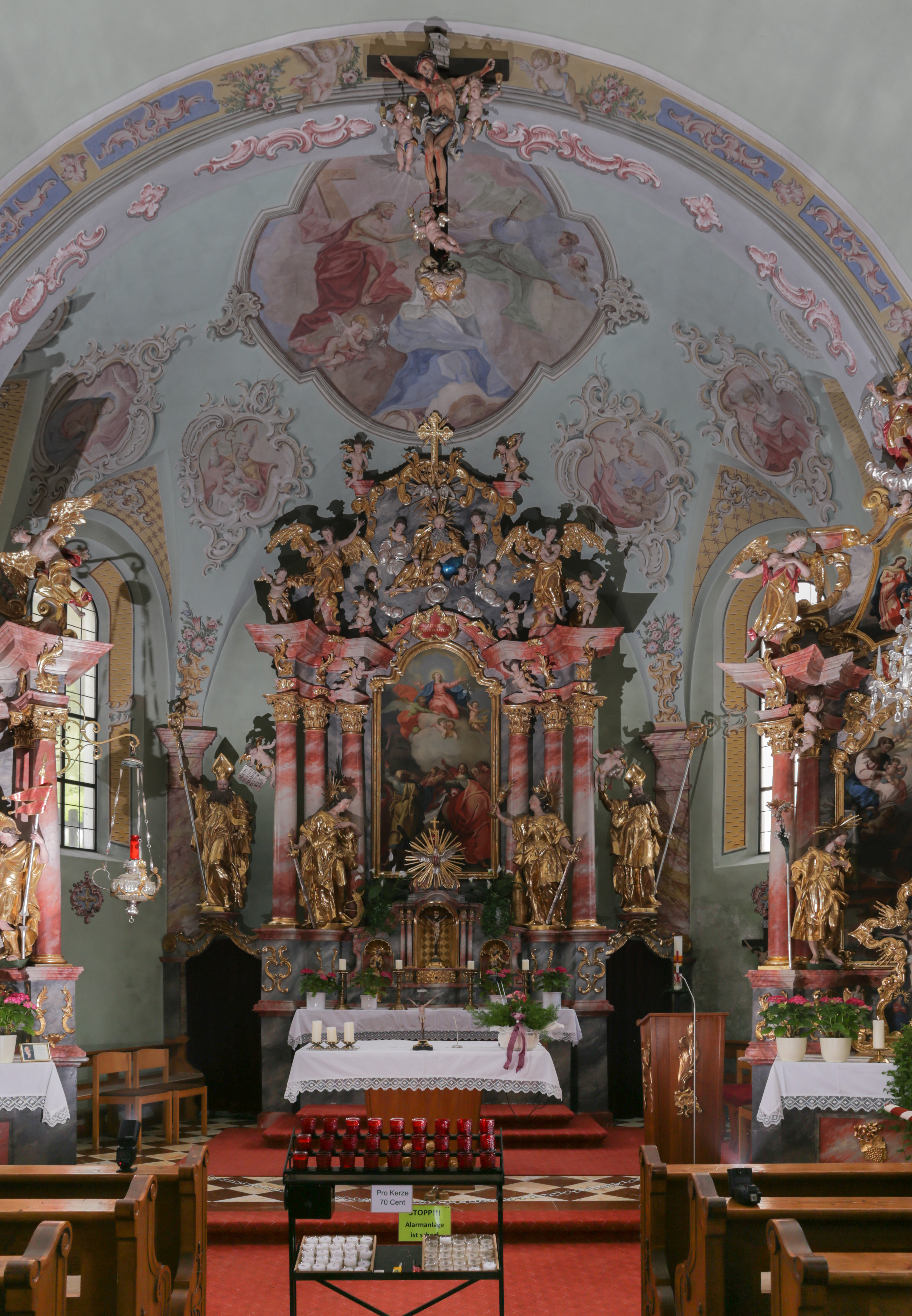
Vom Langhaus zur Apsis mit dem Hochaltar

Die Pfarrkirche Fendels steht im Dorf in der Gemeinde Fendels im Bezirk Landeck im Bundesland Tirol. Die auf das Fest Mariä Himmelfahrt geweihte römisch-katholische Pfarrkirche gehört zum Dekanat Prutz in der Diözese Innsbruck. Die Kirche und der umgebende Friedhof stehen unter Denkmalschutz (Listeneintrag).

## Geschichte
Eine Kapelle wurde für das 13. oder 14. Jahrhundert angenommen. Urkundlich wurde 1497 eine Weihe genannt. Im 18. Jahrhundert wurde die Kirche barock umgebaut und 1778 neu geweiht. 1891 wurde die Kirche zur Pfarrkirche erhoben.

## Architektur
Die barocke Saalraumkirche hat einen Südturm. Das Kirchenäußere ist schlicht gehalten. Das Langhaus und der Chor in gleicher Breite mit Rundbogenfenstern haben ein gemeinsames Schindeldach. Der Turm an der Langhaussüdseite – im Kern wohl aus dem 13. Jahrhundert – hat gekoppelte rundbogige Schallfenster und trägt einen gemauerten Giebelspitzhelm. In der Nische über dem Westportal steht eine Figur Madonna aus der zweiten Hälfte des 17. Jahrhunderts.
Das vierjochige Langhaus hat ein Tonnengewölbe mit Stichkappen mit gemalten Gurten mit Pilastergliederung. Die Empore ist aus Holz. An einen breiten rundbogigen Triumphbogen schließt eine Apsis mit einer breiten Ostwand mit abgeschrägten Ecken an.
Die gemalten Rokoko-Dekorationen und Bilder in Medaillons im nazarenischen Stil schuf der Maler Josef Haun (1913).

## Ausstattung
Der Hochaltar ist aus 1776. Das Hochaltarbild Mariä Himmelfahrt malte Josef Zangerl (1776), die seitlichen Statuen der Heiligen Kassian, Katharina, Barbara und Martin wurden Josef Georg Witwer zugeschrieben.
Die Seitenaltäre entstanden 1777. Der linke Seitenaltar trägt eine gotische Schnitzfigur Pietà um 1370/1380 als Gnadenbild, die barocken Statuen der Heiligen Georg und Florian und im Auszug Engel mit Arma Christi schuf in der ersten Hälfte des 18. Jahrhunderts Andreas Kölle. Der rechte Seitenaltar zeigt das Altarblatt Hl. Antonius vor Maria von Josef Zangerl, das Oberbild zeigt die hl. Familie im Wandel, die Figuren Josef, Johannes der Täufer und Erzengel Michael wurden Josef Klemens Witwer zugeschrieben. Auf dem Altar steht eine kleine Kreuzigungsgruppe in einer Rahmung.
Die Kanzel mit Reliefs der vier Kirchenväter am Kanzelkorb und der Figurengruppe Höllensturz auf dem Schalldeckel aus der Mitte des 18. Jahrhunderts schuf urkundlich Andreas Kölle. Weitere Figuren, Hl. Margaretha (1705), die Stationsreliefs (1735), das Triumphbogenkreuz (1739) schuf Andreas Kölle.
Die Orgel schuf Franz Reinisch II. (1907).